# Gálvez
Gálvez település Spanyolországban, Toledo tartományban. Gálvez La Puebla de Montalbán, Polán, Totanés, Cuerva és Menasalbas községekkel határos. Lakosainak száma 3006 fő (2024).

## Népesség
A település népessége az utóbbi években az alábbiak szerint változott:
| Lakosok száma | 3111 | 3287 | 3378 | 3492 | 3355 | 3176 | 3075 | 3016 | 2986 | 3006 |
|               | 2001 | 2004 | 2007 | 2009 | 2012 | 2014 | 2017 | 2019 | 2022 | 2024 |